# 大水戸町
大水戸町（おおみどまち）は、秋田県横手市の町丁。郵便番号は013-0026。人口は283人、世帯数は148世帯（2020年10月1日現在）。丁目の設定のない単独町名で、全域で住居表示を実施している。旧横手市横手町の一部に相当する。

## 地理
横手地域の中央部に位置し、東で中央町、西で平城町、南で寿町と隣接する。中央部を東西に横断する市道・中の橋通り沿いには商店が点在しており、西部には飲食店と住宅が混在する。北西端には日蓮宗の寺院、妙晴寺があり、南部には稲荷神社が鎮座する。
全域が都市計画区域に含まれるが、区域区分非設定区域となっている。都市計画法上の用途地域では全域が商業地域に指定されている。

### 地名の由来
中世にこの地に築かれた平城では、四方の堀に横手川から水を引き入れて要害を固めていた。その水を再び川へ流すために水門（水戸〈みずのと〉）が設けられており、これが「大水戸」という地名の由来とされている。一方で、横手川が現在よりも西側を流れていた時代に水門を設けていたことに由来するという説も史料に見られる。

## 歴史
横手川右岸の朝倉山（通称・お城山）に位置した横手城の城下町として栄えた地域で、現在も横手市の中心市街地の一角を成している。現在の大水戸町は横手川の左岸、商人や職人が住む「外町」に当たる地域の北西端に位置していた。
菅江真澄の『雪の出羽路 平鹿郡』によれば、町が成立したのは文政6年（1823年）であり、「古は大水戸といふ田字也しを、今町を作りて角間川街道に五十八戸軒を並べ」と記されている。町は角間川街道と大森街道の道筋に位置し、もともと両街道は北西部の八幡村で分岐していたが、1905年（明治5年）頃に大森街道が八幡村より南側で分岐するように付け替えられ、それまでは三本柳村の枝郷・助太郎小屋村を通っていたが、三本柳村本村を経由するようになった。

### 町名の変遷
町名の変遷は以下の通りである。特記のないものはすべて住居表示実施に伴う変更。
| 実施後   | 実施年月日     | 実施前               |
| -------- | -------------- | -------------------- |
| 大水戸町 | 昭和41年4月1日 | 横手町字平城（一部） |
| 大水戸町 | 昭和41年4月1日 | 横手町字大水戸       |

## 世帯数と人口
2020年（令和2年）10月1日現在の世帯数と人口は以下の通りである。
| 町丁     | 世帯数  | 人口  |
| -------- | ------- | ----- |
| 大水戸町 | 148世帯 | 238人 |

### 人口・世帯数の推移
以下は国勢調査による1995年（平成7年）以降の人口の推移。
| 年                 | 人口 |
| ------------------ | ---- |
| 1995年（平成7年）  | 382  |
| 2000年（平成12年） | 362  |
| 2005年（平成17年） | 338  |
| 2010年（平成22年） | 298  |
| 2015年（平成27年） | 253  |
| 2020年（令和2年）  | 283  |

以下は国勢調査による1995年（平成7年）以降の世帯数の推移。
| 年                 | 世帯数 |
| ------------------ | ------ |
| 1995年（平成7年）  | 150    |
| 2000年（平成12年） | 151    |
| 2005年（平成17年） | 152    |
| 2010年（平成22年） | 143    |
| 2015年（平成27年） | 137    |
| 2020年（令和2年）  | 148    |

## 小・中学校の学区
市立小・中学校に通う場合、学区（校区）は以下の通りとなる。
| 番地 | 小学校               | 中学校               |
| ---- | -------------------- | -------------------- |
| 全域 | 横手市立横手南小学校 | 横手市立横手南中学校 |

## 交通

### 鉄道
町内に駅はない。最寄り駅は■奥羽本線、■北上線の横手駅。

### バス
横手市循環バス
- 光明寺街区公園前

### 道路
- 富士見大通り

## 施設

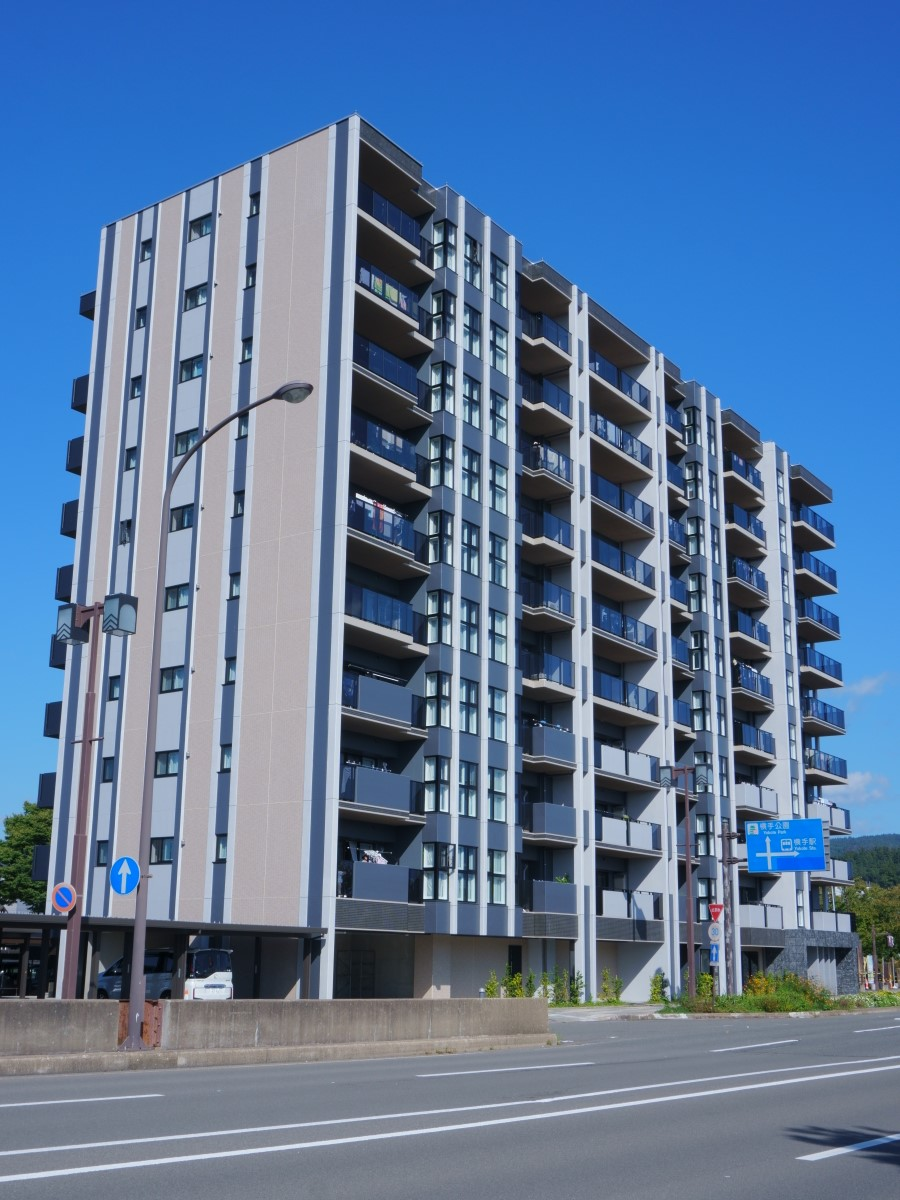
レーベン横手THE MID RESIDENCE

- 妙晴寺（6番5号）[20]
山号：光福山、宗派：日蓮宗、本尊：釈迦牟尼仏[20]
元禄3年（1690年）に千葉県夷隅郡庄司村（現在の大多喜町）で創建。その後、明治23年（1890年）6月に平城へ移転し、さらに同27年（1894年）10月に現在の地へ移った[20]。
- 泉川家住宅（5番8号）[21]
明治期に建てられた民家風住宅で、1999年2月17日に国の登録有形文化財に登録された[21]。
- レーベン横手THE MID RESIDENCE（10番）[22]
2020年6月に竣工[22]。